# جان تاینر
جان تاینر (به انگلیسی: John Tiner) (زاده ۲۵ فوریه ۱۹۵۷) کارآفرین، بازرگان و مدیر اجرایی بریتانیایی است، که در حال حاضر به‌عنوان مدیر عامل اجرایی شرکت رزلوشن لیمیتد فعالیت می‌کند.